# 徹夜熱舞 (杜娃·黎波歌曲)
〈徹夜熱舞〉（英語："Dance the Night"）是英国和及阿尔巴尼亚创作型女歌手杜娃·黎波制作并演唱的英语歌曲，为电影《Barbie芭比》（2023）的配乐。歌曲由利帕和卡罗琳·爱林与制作人安德魯·瓦耶特和马克·荣森共同创作，皮卡德兄弟也有份参与制作。大西洋唱片和华纳唱片于2023年5月25日将其作为电影原声带的主打单曲发行。这首歌曲以大提琴、小提琴、中提琴、弦乐和贝司为乐器。音乐录影带亦在同一时间发布，其中包括在电影中饰演芭比娃娃的演员玛格特·罗比等人的客串演出。

## 參與名單
來源：Apple Music
- 安德魯·瓦耶特 – 制作人、詞曲創作、贝司、合成器
- 馬克·朗森 – 制作人、詞曲創作、吉他、Rhodes电钢琴
- 皮卡德兄弟（英语：Picard Brothers） – 制作人、编程、键盘
- 杜娃·黎波 – 詞曲創作、人聲
- 卡罗琳·艾林（英语：Caroline Ailin） – 詞曲創作、和聲
- 克拉麗絲·詹森（Clarice Jensen）、艾伦·斯特潘斯基（Alan Stepansky）、凱特琳·沙利文（Caitlin Sullivan）、苏珊娜·查普曼（Susannah Chapman）、乔尔·诺伊斯（Joel Noyes）、莎拉·權（Sarah Kwon） – 大提琴
- 丽莎·金（Lisa Kim）、马特·莱曼（Matt Lehmann）、 – 小提琴
- 、 – 中提琴
- 布蘭登·波斯特（Brandon Bostn） – 工程师、编程
- 塞爾邦·加納（Serban Ghenea） – 混合
- 布萊斯·博登（Bryce Bordone） – 混音助理
- 艾力克斯·文古爾（Alex Venguer） – 錄音工程
- 卡麥隆·高爾·普爾（Cameron Gower Poole） – 聲音製作人、聲音錄製工程
- 賈克·弗格森（Jake Ferguson） – 工程助理
- – 母帶工程

## 榜單表現
| 排行榜（2023年）                             | 排名 |
| -------------------------------------------- | ---- |
| 阿根廷（Argentina Hot 100）                  | 37   |
| 阿根廷（拉美監控）                           | 2    |
| 澳大利亚（澳大利亚唱片业协会單曲榜）         | 3    |
| 奧地利（Ö3四十強單曲榜）                     | 4    |
| 白俄羅斯（TopHit電台榜）                     | 1    |
| 比利时佛兰德（Ultratop五十强单曲榜）         | 1    |
| 比利时瓦隆（Ultratop五十强单曲榜）           | 1    |
| 玻利維亞（拉美監控）                         | 10   |
| 巴西（克勞利廣播分析電台榜）                 | 52   |
| 巴西（克勞利廣播分析十大國際流行榜）         | 2    |
| 保加利亞（Prophon）                          | 1    |
| 加拿大（Canadian Hot 100）                   | 4    |
| 中美洲及加勒比海（FONOTICA）                 | 16   |
| 智利（拉美監控）                             | 6    |
| 克羅埃西亞（克羅埃西亞電台榜）               | 1    |
| 捷克（電台百大單曲榜）                       | 1    |
| 捷克（百強數位單曲榜）                       | 7    |
| 丹麥（Hitlisten）                            | 8    |
| 厄瓜多（國家報告）                           | 6    |
| 薩爾瓦多（拉美監控）                         | 11   |
| 愛沙尼亞（TopHit電台榜）                     | 1    |
| 芬蘭（芬蘭官方單曲榜）                       | 33   |
| 法國（法國唱片出版業公會單曲榜）             | 5    |
| 德国（德國官方單曲榜）                       | 7    |
| 全球（Billboard Global 200）                 | 3    |
| 希臘（國際唱片業協會希臘分會國際單曲榜）     | 8    |
| 香港（《告示牌》）                           | 21   |
| 匈牙利（四十強舞曲榜）                       | 2    |
| 匈牙利（四十强电台榜）                       | 1    |
| 匈牙利（四十強單曲榜）                       | 11   |
| 冰岛（Plötutíðindi单曲榜）                   | 3    |
| 愛爾蘭（愛爾蘭唱片音樂協會单曲榜）           | 1    |
| 以色列（mako熱單）                           | 43   |
| 以色列（媒体森林國際榜）                     | 1    |
| 意大利（意大利音乐产业联盟）                 | 20   |
| 日本（《日本公告牌》Hot Overseas）           | 1    |
| 哈薩克（TopHit電台榜）                       | 1    |
| 拉脫維亞（拉脱维亚表演者和制片人协会）       | 16   |
| 拉脫維亞（拉脱维亚表演者和制片人协会電台榜） | 1    |
| 黎巴嫩（黎巴嫩官方二十强榜）                 | 2    |
| 立陶宛（AGATA）                              | 1    |
| 盧森堡（《告示牌》）                         | 1    |
| 馬來西亞（《告示牌》）                       | 25   |
| 馬來西亞（马来西亚唱片工业公会國際榜）       | 19   |
| 摩爾多瓦（TopHit電台榜）                     | 36   |
| 荷兰（荷蘭四十強單曲榜）                     | 1    |
| 荷兰（百强单曲榜）                           | 4    |
| 新西兰（新西兰官方音乐榜）                   | 5    |
| 奈及利亞（《唱盤》專輯榜）                   | 41   |
| 挪威（世道單曲榜）                           | 13   |
| 巴拿馬（拉美監控）                           | 2    |
| 巴拿馬（PRODUCE）                            | 5    |
| 巴拉圭（拉美監控）                           | 2    |
| 祕魯（Hot 100 Perú）                         | 33   |
| 波蘭（波蘭百大電台榜）                       | 3    |
| 波蘭（波蘭百大串流榜）                       | 13   |
| 葡萄牙（葡萄牙唱片業協會单曲榜）             | 18   |
| 羅馬尼亞（TopHit電台榜）                     | 49   |
| 俄羅斯（TopHit電台榜）                       | 4    |
| 新加坡（新加坡唱片業協會）                   | 8    |
| 斯洛伐克（電台百大單曲榜）                   | 5    |
| 斯洛伐克（百強數位單曲榜）                   | 7    |
| 韓國（CircleBGM榜）                          | 59   |
| 韓國（Circle下載榜）                         | 149  |
| 西班牙（西班牙音樂製作協會）                 | 48   |
| 蘇利南（蘇利南全國四十強榜）                 | 3    |
| 瑞典（瑞典最熱榜）                           | 25   |
| 瑞士（瑞士热门音乐榜）                       | 3    |
| 英國（官方榜单公司單曲榜）                   | 1    |
| 烏克蘭（TopHit電台榜）                       | 12   |
| 烏拉圭（拉美監控）                           | 10   |
| 美国（《告示牌》百大單曲榜）                 | 6    |
| 委內瑞拉（唱片报告）                         | 35   |

| 排行榜（2023年）                 | 排名 |
| -------------------------------- | ---- |
| 捷克（電台百大單曲榜）           | 2    |
| 捷克（百強數位單曲榜）           | 6    |
| 巴拿馬（PRODUCE）                | 82   |
| 巴拉圭（巴拉圭唱片公司管理協會） | 29   |
| 斯洛伐克（電台百大單曲榜）       | 9    |
| 斯洛伐克（百強數位單曲榜）       | 7    |

| 排行榜（2023年）                     | 排名 |
| ------------------------------------ | ---- |
| 澳大利亚（澳大利亚唱片业协会單曲榜） | 27   |
| 奧地利（Ö3四十強單曲榜）             | 57   |
| 白俄羅斯（TopHit電台榜）             | 33   |
| 比利时佛兰德（Ultratop單曲榜）       | 8    |
| 比利時瓦隆（Ultratop單曲榜）         | 3    |
| 加拿大（Canadian Hot 100）           | 19   |
| 丹麥（Tracklisten）                  | 65   |
| 愛沙尼亞（TopHit電台榜）             | 5    |
| 法国（法國唱片出版業公會）           | 56   |
| 德國（德國官方榜單）                 | 62   |
| 全球（Billboard Global 200）         | 63   |
| 匈牙利（四十強舞曲榜）               | 24   |
| 匈牙利（四十強電台榜）               | 18   |
| 匈牙利（四十強單曲榜）               | 45   |
| 冰島（Plötutíðindi）                 | 22   |
| 意大利（意大利音乐产业联盟）         | 93   |
| 哈薩克（TopHit電台榜）               | 21   |
| 拉脫維亞（TopHit電台榜）             | 45   |
| 立陶宛（TopHit電台榜）               | 2    |
| 荷蘭（荷蘭四十強單曲榜）             | 13   |
| 荷蘭（百強單曲榜）                   | 35   |
| 波蘭（波蘭百大電台榜）               | 43   |
| 波蘭（波蘭百大串流榜）               | 75   |
| 羅馬尼亞（Tophit電台榜）             | 122  |
| 俄羅斯（Tophit電台榜）               | 29   |
| 瑞士（瑞士熱門音樂榜）               | 38   |
| 烏克蘭（Tophit電台榜）               | 200  |
| 英國（官方榜單公司單曲榜）           | 19   |
| 美國（Billboard Hot 100）            | 35   |
| 排行榜（2024年）                     | 排名 |
| 澳大利亚（澳大利亚唱片业协会單曲榜） | 94   |
| 比利时佛兰德（Ultratop單曲榜）       | 92   |
| 加拿大（Canadian Hot 100）           | 52   |
| 法国（法國唱片出版業公會）           | 155  |
| 全球（Billboard Global 200）         | 111  |
| 匈牙利（四十強舞曲榜）               | 43   |
| 匈牙利（四十強電台榜）               | 45   |
| 美國（Billboard Hot 100）            | 100  |

## 銷量認證
| 地區                                 | 认证    | 认证单位/销量 |
| ------------------------------------ | ------- | ------------- |
| 澳大利亚（澳大利亚唱片业协会）       | 4× 白金 | 280,000‡      |
| 奥地利（國際唱片業協會奧地利分會）   | 金      | 15,000‡       |
| 比利时（比利時唱片音樂協會）         | 白金    | 20,000‡       |
| 加拿大（加拿大音乐协会）             | 3× 白金 | 240,000‡      |
| 丹麦（國際唱片業協會丹麥分會）       | 白金    | 90,000‡       |
| 法国（法國唱片出版業公會）           | 钻石    | 333,333‡      |
| 意大利（意大利音乐产业联盟）         | 白金    | 100,000‡      |
| 新西兰（新西兰唱片音乐协会）         | 2× 白金 | 60,000‡       |
| 波兰（波蘭音像製造商協會）           | 2× 白金 | 100,000‡      |
| 葡萄牙（葡萄牙唱片業協會）           | 白金    | 10,000‡       |
| 西班牙（西班牙音樂製作協會）         | 2× 白金 | 120,000‡      |
| 瑞士（國際唱片業協會瑞士分会）       | 白金    | 20,000‡       |
| 英国（英国唱片业协会）               | 2× 白金 | 1,200,000‡    |
| 串流媒體                             |         |               |
| 希腊（國際唱片業協會希臘分會）       | 金      | 1,000,000†    |
| ‡僅含認證的+實際銷量 †僅含認證的銷量 |         |               |